# ارزنگ قلعه
ارزنگ قلعه از قلاع باستانی شهرستان ساوجبلاغ است که در موقعیت کوهستانهای شمالی روستای فشند واقع گردیده‌است.ظاهرا در دوران سلجوقیان از قلاع در دست تصرف اسماعیلیان منسوب به حسن صباح بوده‌است که احتمالا با قلعه گبران روستای هیو ارتباط تنگاتنگی داشته و از سوی دیگر با ارژنگ قلعه طالقان و از طرف مشرق با قلایع منطقه دره کرج تا به شمیران تهران ارتباط داشته‌است.